# Ural
Ural (ros. Урал) – łańcuch górski w Rosji, którym biegnie umowna granica między Europą a Azją.

## Charakterystyka
Łańcuch górski o rozciągłości południkowej od Morza Karskiego (Zatoka Bajdaracka) na północy do środkowego odcinka rzeki Ural na południu, tuż przy granicy Rosji z Kazachstanem. Długość łańcucha wynosi 2100 km, szerokość 40–150 km. Najwyższym szczytem jest Narodnaja o wysokości 1895 m n.p.m.
Ural jest fałdowym górotworem hercyńskim. Wyższe partie zbudowane są głównie ze skał metamorficznych i magmowych (gnejsy, kwarcyty, łupki krystaliczne). Niższe warstwy tworzą skały osadowe.

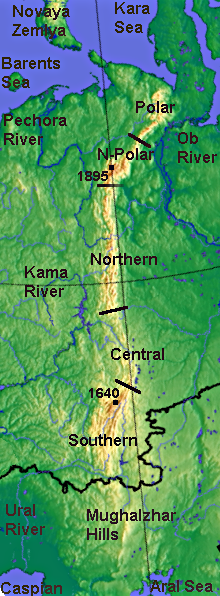
Ural z podziałem na strefy

### Podział Uralu
- Ural Polarny – od Zatoki Bajdarackiej do źródeł rzeki Chułgi; bardzo wąski łańcuch o rzeźbie alpejskiej i wysokości do 1472 m n.p.m. (Pajer)[3]
- Ural Subpolarny – lasotundra i tundra, w najwyższych partiach gór rzeźba alpejska i małe lodowce, wysokość do 1895 m (Narodnaja – najwyższy szczyt Uralu)[4]
- Ural Północny – tworzy liczne równoległe pasma o zaokrąglonych szczytach, wysokość do 1617 m n.p.m. (Tełpoziz)[5]
- Ural Środkowy – do rzeki Ufy; mocno spłaszczony i obniżony, wysokość do 993 m n.p.m. (Srednij Basieg)[6]
- Ural Południowy – do rzeki Ural; rozległy masyw z licznymi południkowymi pasmami o wysokości do 1640 m n.p.m. (Jamantau)[7].

Zachodnie stoki i pogórze Uralu nazywane jest Poduralem, a wschodnie – Zauralem.
Ural oddziela Nizinę Wschodnioeuropejską na zachodzie od Niziny Zachodniosyberyjskiej na wschodzie. 
Północnym przedłużeniem Uralu są wzgórza Paj-Choj (według niektórych źródeł stanowią najbardziej na północ wysuniętą część Uralu). Południowy Ural graniczy z wyżyną Wielki Syrt (Obszczyj Syrt) na zachodzie i z Płaskowyżem Turgajskim na wschodzie. Południowe przedłużenie Uralu stanowią niskie góry – Mugodżary, a dalej na południe – płaskowyż Ustiurt.

## Historia
Ponieważ kupcy z Bliskiego Wschodu handlowali z Baszkirami i innymi ludami zamieszkującymi zachodnie stoki Uralu aż po Wielki Perm, co najmniej od X wieku średniowieczni geografowie z Bliskiego Wschodu wiedzieli o istnieniu tego pasma górskiego, rozciągającego się po Ocean Arktyczny na północy. Pierwszą ruską wzmiankę o górach na wschód od Niziny Wschodnioeuropejskiej zawiera Kronika Pierwotna, w której opisana jest wyprawa Nowogrodzian do górnego biegu Peczory w 1096 roku. 
W ciągu następnych kilku stuleci Nowogrodzianie zajmowali się handlem futrami i pobierali daniny z Jugry i Wielkiego Permu, powoli rozszerzając swoją działalność na południe. Pierwsze wzmianki o rzekach Czusowaja i Biełaja pojawiły się w kronikach odpowiednio w 1396 i 1468 roku. W 1430 r. nad Kamą u podnóża Uralu założono miasto Solikamsk, gdzie w otwartych warzelniach produkowano sól. W 1472 r. Iwan III zdobył Perm, Peczorę i Jugrę od upadającej Republiki Nowogrodzkiej. Dzięki wyprawom na Ural w latach 1483 i 1499–1500 Moskwie udało się całkowicie podporządkować Jugrę.
Mniej więcej w tym samym czasie, na początku XVI wieku, polski geograf Maciej z Miechowa we wpływowym Tractatus de duabus Sarmatiis (1517) dowodził, że w Europie Wschodniej w ogóle nie ma gór, podważając punkt widzenia niektórych autorów klasycznego antyku, popularny w okresie renesansu. Gdy Sigismund von Herberstein w Uwagach o Sprawach Moskiewskich (1549) podał za źródłami rosyjskimi, że za Peczorą znajdują się góry i utożsamił je z Górami Ryfejskimi i Hyperborejczykami starożytnych autorów, istnienie Uralu, a przynajmniej jego północnej części, utrwaliło się w geografii zachodniej. Ural Środkowy i Południowy były wówczas jeszcze w dużej mierze niedostępne i nieznane geografom rosyjskim i zachodnioeuropejskim.
W latach pięćdziesiątych XVI wieku, po pokonaniu przez carat rosyjski Chanatu Kazańskiego i stopniowej aneksji ziem Baszkirów, Rosjanie dotarli do południowej części łańcucha górskiego. W 1574 roku założyli Ufę. Górny bieg Kamy i Czusowej na Środkowym Uralu, wciąż niezbadane, a także część Transuralii, która wciąż znajdowała się w rękach Chanatu Syberyjskiego, zostały przyznane Stroganowom kilkoma dekretami cara w latach 1558–1574. Ziemie Stroganowów stanowiły bazę wypadową do wkroczenia Jermaka na Syberię. Około 1581 Jermak przeprawił się przez Ural z Czusowaja do Tagiłu. W 1597 roku zbudowano drogę Babinowa przez Ural z Solikamska do doliny Tury, gdzie w 1598 roku założono miasto Wierchoturie (Górna Tura). Wkrótce potem założono tam urząd celny, a droga ta na długi czas stała się jedynym legalnym połączeniem między europejską Rosją a Syberią. W 1648 roku u zachodnich podnóży Środkowego Uralu zostało założone miasto Kungur. 
W XVII wieku odkryto na Uralu pierwsze złoża rud żelaza i miedzi, miki, kamieni szlachetnych i innych minerałów. Powstawały huty żelaza i miedzi, szczególnie szybko za panowania Piotra I. W latach 1720–1722 zlecił on Wasilijowi Tatiszczewowi nadzorowanie i rozwój górnictwa i hutnictwa na Uralu. Tatiszczew zaproponował budowę nowej huty miedzi w Jegorczyku, która miała stać się rdzeniem miasta Perm, oraz nowej huty żelaza na Isecie, która w momencie budowy miała być największą na świecie i dać początek miastu Jekaterynburg. Obie fabryki zostały założone przez następcę Tatiszczewa, Georga Wilhelma de Gennina w 1723 roku. Tatiszczew powrócił na rozkaz cesarzowej Anny, by w latach 1734–1737 zastąpić Gennina. Transport produktów hutniczych na rynki europejskiej Rosji wymagał budowy Drogi Syberyjskiej z Jekaterynburga przez Ural do Kunguru i Jegorszczyzny (Perm) i dalej do Moskwy, która została ukończona w 1763 r., zastępując drogę Babinowa. Odkrycia bogatych złóż rud oraz ich systematyczne wydobycie przekształciło ostatecznie region w największe zaplecze mineralne Rosji. W 1745 roku w Bieriozowskoje odkryto złoto, a później w innych złożach. Wydobywa się je od 1747 roku.
Pierwsze obszerne badania geograficzne Uralu zostały ukończone na początku XVIII wieku przez rosyjskiego historyka i geografa Wasilija Tatiszczewa na polecenie Piotra I. Jeden z pierwszych naukowych opisów został opublikowany w latach 1770-71. W ciągu następnego stulecia region ten był badany przez geologów Aleksandra Karpińskiego, Rodericka Murchisona i Alexandra von Keyserlinga, botanika Porfirego Kryłowa, zoologa Leonida Sabanejewa, paleontologa Édouarda de Verneuila i przyrodnika Alexandra von Humboldta. W 1845 Murchison, który według Encyklopedii Britannica „w 1841 r. sporządził pierwszą mapę geologiczną Uralu” opublikował wraz z de Verneuilem i von Keyserlingiem Geologię Rosji w Europie i na Uralu.
Pierwsza kolej przez Ural połączyła Perm z Jekaterynburgiem przez Czusowoj, Kuszwę i Niżny Tagił (1878). W 1890 r. linia kolejowa połączyła Ufę z Czelabińskiem przez Złatoust. W 1896 roku odcinek ten stał się częścią Kolei Transsyberyjskiej. W 1909 roku przez Kungur przebiegała kolejna linia kolejowa łącząca Perm z Jekaterynburgiem, będąca częścią Trasy Syberyjskiej. Ostatecznie zastąpiła ona odcinek Ufa – Czelabińsk jako główna magistrala Kolei Transsyberyjskiej.
Najwyższy szczyt Uralu, Narodnaja (wysokość 1.895 m), został zidentyfikowany w 1927 r.
W okresie industrializacji Związku Radzieckiego w latach 30. XX wieku na południowo-wschodnim Uralu powstało miasto Magnitogorsk, będące ośrodkiem wytopu żelaza i produkcji stali. Podczas niemieckiej inwazji na Związek Sowiecki w latach 1941–1942, góry były kluczowym elementem niemieckich planów podbojów. W obliczu groźby zajęcia znacznej części terytorium przez wroga, rząd ewakuował wiele przedsiębiorstw przemysłowych z europejskiej części ZSRR na wschodnie przedgórze Uralu, uważane za bezpieczne miejsce, poza zasięgiem niemieckim. Powstały trzy gigantyczne fabryki czołgów: Urałmasz w Swierdłowsku (jak wówczas nazywano Jekaterynburg), Urałwagonzawod w Niżnym Tagilu i Czelabińska Fabryka Traktorów w Czelabińsku (wówczas Tankograd –  od ros. танк czyt. tank = czołg). 
Po wojnie, w latach 1947–1948, przez Ural Polarny przebiegała kolej Czum – Łabytnangi, zbudowana przez więźniów gułagu.
Majak, 150 km na południowy wschód od Jekaterynburga, był ośrodkiem sowieckiego przemysłu jądrowego i miejscem katastrofy w Kysztymie (1957).

## Klimat
Ze względu na rozciągnięcie południkowe Uralu jego warunki klimatyczne są bardzo zróżnicowane – na północy panuje klimat subpolarny, na południu umiarkowany. Różne warunki klimatyczne panują też po zachodniej i wschodniej stronie pasma, co wiąże się z dominacją zachodnich wiatrów niosących wilgoć. O ile w środkowej części pasma roczne opady wynoszą około 600 mm, to po stronie zachodniej przekraczają 750 mm, a po stronie wschodniej – sięgają tylko 550 mm. Ma to w efekcie też wpływ na grubość pokrywy śnieżnej, wilgotność i zachmurzenie – wszystko większe po stronie zachodniej. Ilości opadów maleją też na wyższych szerokościach od 61° i na południe od 55° szerokości geograficznej północnej.
W zimie często występuje inwersja temperatury – w wyższych partiach jest ona nierzadko wyższa, niż w niższych.

## Surowce mineralne
Ural, podobnie jak inne stare pasma górskie, posiada bogate złoża mineralne: rudy żelaza (hematyt i magnetyt), miedzi, chromu (chromit), manganu, niklu, boksyty, złoto (zarówno okruchowe, jak i w żyłach), platynę, sól kamienną, węgiel kamienny, kamienie szlachetne, azbest i inne.

## Środowisko przyrodnicze
Na północy pasmo pokryte jest tundrą, ku południu przechodzącą w lasy iglaste (tajga) i liściaste. Na samym południu występują lasostepy i stepy.